# Elizabeth Minchin
Elizabeth Hume Minchin ist eine australische Klassische Philologin und Hochschullehrerin. 
Ihren ersten Universitätsabschluss legte sie an der Universität Sydney ab. Im Anschluss unterrichtete sie Latein, Französisch und Indonesisch am Narrabundah College, Canberra. 1983 machte sie an der Australian National University in Canberra zunächst ihren Abschluss als Master of Arts, bevor sie 1989 in Classics promoviert wurde. Ihre Doktorarbeit handelt von der Rolle der Erinnerung in der Komposition homerischer Epen. Bereits mit dieser Arbeit setzte sie ihren Schwerpunkt auf die Untersuchung homerischer Epen als Teil der Oral Poetry. Ihr Forschungsansatz ist geprägt von der Übertragung kognitionspsychologischer und soziolinguistischer Ansätze auf die Erzähltheorie homerischer Epen.
Elizabeth Minchin ist Professorin für Klassische Philologie an der Australian National University. Sie wurde 2007 mit dem Carrick Award for Australian University Teaching in der Kategorie „Citation for Outstanding Contributions to Student Learning“ ausgezeichnet. 2010 wurde sie zum Fellow der Australian Academy of the Humanities gewählt. Von 2007 bis 2014 war sie eine von zwei Herausgebern der Zeitschrift Antichthon, die von der Australasian Society for Classical Studies veröffentlicht wird.

## Schriften (Auswahl)
- Homer and the Resources of Memory: Some Applications of Cognitive Theory to the Iliad and the Odyssey. Oxford University Press, New York  2001, ISBN 0-198-15257-4.
- Traditional grammar. An introductory coursebook for students of Latin and Ancient Greek. ANU School of Language Studies, Classics Program, Canberra 2002.
- Homeric voices : discourse, memory, gender. Oxford University Press, New York  2007, ISBN 0-199-28012-6.